# Renzo Modesti
Svegliandomi ho sentito la pioggia
nelle ossa, lo sciabordio dell'acqua
sotto le ruote delle auto.»
(R. Modesti - Uno Novembre, tratta da "Dentro e fuori misura" 1978)
Renzo Modesti (Como, 10 aprile 1920 – Milano, 7 aprile 1993) è stato un poeta e critico d'arte italiano.

## Biografia
Renzo Modesti nacque nel 1920 a Como; si è laureato sia in letteratura francese all'Università di Neuchâtel, sotto la guida di Paolo Arcari, che in filosofia estetica all'Università Statale di Milano con il professor Antonio Banfi; ha vissuto dal dopoguerra a Milano dove è morto nel 1993.
Come poeta è presente nelle più importanti antologie poetiche degli anni cinquanta (tra cui Linea Lombarda di Luciano Anceschi, Quarta Generazione di Piero Chiara e Luciano Erba e La giovane poesia di Enrico Falqui).
Ha raccolto i suoi versi nei seguenti volumi: E quando canterò; Due di briscola; Romanzo; Romanzo I; Dentro e fuori misura; La rabbia e la paura e altro; Sintesi? (romanzo 1978-1979); Il testimone scomodo (romanzo 1980-1981).
Come poeta ha vinto numerosi premi letterari: Premio Rapallo-Prove (1962); XXVIII Premio Carducci (1978); Premio Tagliacozzo (1978); Premio M. Stefanile, Libro dell'anno di Poesia, Napoli (1982); Premio Nazionale Letterario Pisa (1989).
Come critico d'arte ha pubblicato numerose monografie su pittori e scultori del Novecento e due importanti volumi dedicati alla Pittura Italiana Contemporanea (1958 1ª ed.; 1964 2ª ed.) e alla Pittura Moderna nel Mondo (1961).
Come editore ha pubblicato la rivista Notizie d'Arte, rivolta agli iscritti al “Club degli Amici dell'Arte” con sede nella Galleria d'Arte di Via Manzoni, 20 a Milano dal 1969 al 1972.
Ha tradotto numerosi libri d'arte dalla lingua francese. Come giornalista ha scritto su numerose testate, quotidiani e riviste d'arte. Come pubblicitario ha scritto numerosi saggi e il volume Cos'è la Pubblicità (1966).

## Poetica
Fin dal 1952 Luciano Anceschi aveva riunito sei poeti della Linea Lombarda in un volumetto (Linea Lombarda, Varese, ed. Magenta): Vittorio Sereni, Roberto Rebora, Giorgio Orelli, Nelo Risi, Renzo Modesti, Luciano Erba. Costoro individuavano "un'amicizia nata dalle disposizioni comuni, dai comuni affetti, dalle comuni mitologie, e dalla frequente metafora familiare dei laghi”.
Una linea di gusto che si risolveva, pur attraverso le individuali risoluzioni, in un'aura poetica nella quale si attuava una"poesia in re" , cioè una poesia che si muove "alle sollecitazioni degli oggetti del tempo e nasce da un reame di immagini quotidiane e fedeli".
L'itinerario poetico di Renzo Modesti ha seguito un percorso a ritroso rispetto al percorso seguito dai tanti poeti degli anni suoi.
Partito con i primi libri di poesie da una condizione di puro lirismo, in cui lo stesso paesaggio lombardo era visto come fatto privato, strettamente individuale o famigliare, successivamente Modesti effettuava il passaggio "ad una struttura di poemetto in cui i sentimenti e i fatti intimistici entrano in rapporto con un'ampia evocazione di eventi, di dati, di cultura, di paesaggi, raccolti come sfondo storico con un arricchimento lessicale che finiva per incidere anche sui contenuti sentimentali.".  Questo è il giudizio con cui Modesti veniva premiato a Rapallo (Premio Rapallo - Prove 1962), che coglieva perfettamente gli aspetti della sua poetica nella maturità.

## Cronologia delle opere

### Poesia
- E quando canterò (Poesie 1943-1948) - Edizione dell'esame, Milano 1950.
- Due di briscola (con prefazione di Angelo Romanò)- Ed. Nuova ed. Magenta, Varese 1954.
- Romanzo (1952-1960) – Ed. All'insegna del pesce d'oro di Vanni Scheiwiller, Milano 1961.
- Romanzo I (1961-1967) – Ed. Novarco, Milano 1968.
- Dentro e fuori misura (romanzo 1968-1976), con prefazione di Giovanni Raboni – Ed. Guanda, Milano 1978.
- La rabbia e la paura e altro (romanzo 1976-1978), con introduzione di Giorgio Luzi - Ed. All'insegna del pesce d'oro di Vanni Scheiwiller, Milano 1981.
- Sintesi?  (Romanzo 1978-1979) - Nuove edizioni Enrico Vallecchi, Firenze 1982.
- Il testimone scomodo (Romanzo 1980-1981) - Nuove edizioni Enrico Vallecchi, Firenze 1988 (Premio Pisa 1989 per la Poesia).

### Arte
- Utrillo - Ed. Annunziata, Milano 1947 (1 ed.) / 1958 (2 ed.).
- Tallone - Edizioni dell'esame, Milano 1949.
- Max Ernst - Ed. Vallardi, Milano 1955.
- Del Bon - Ed. Vallecchi, Milano 1957
- Pittura astratta - Ed. Vallardi, Milano 1958.
- Pittura Lombarda del 14º e 15º secolo – Ed. Vallardi, Milano 1958.
- Pittura italiana contemporanea - Ed. Vallardi, Milano 1958.
- Lilloni – Ed. Vallardi, Milano 1959.
- Amedeo Modigliani – Ed. Vallardi, Milano 1959.
- Il Futurismo - Ed. Vallardi, Milano 1960.
- Meloni - Ed. del Milione, Milano 1960
- Pittura italiana nel mondo - Ed. Vallardi, Milano 1961.
- Pittura Moderna nel mondo – Ed. Vallardi, Milano 1961.
- La pittura metafisica - Ed. Vismara terapeutici, Milano 1961.
- New York: 14 tavole - Ed. Vallecchi, Milano 1961.
- La pittura di Carletti - Ed. Amilcare Pizzi, Milano 1962.
- Pittura italiana contemporanea: Dal Futurismo alla Metafisica, il Novecento, il Surrealismo, l'Astrattismo, corrente dal Cubismo alla nuova figurazione - Ed. Vallardi, Milano 1964.
- Corrado Carmassi – Ed. Navarco, Milano 1967.
- Giuseppe Montanari - Ed. Navarco, Milano 1967.
- Meloni Gino –  Ed. Vallardi, Milano 1968.
- Bosich, opere multiple, grafiche e sculture dal 1966 al 1980 - Edizioni Svolta, Bologna 1980
- Calvani – Ed. Schena, Milano 1981.
- Orfeo Tamburi: Parigi 1935-1982 – Ed. Bagaloni, Ancona 1982.
- Le rose di Rilke, Le rose di Tamburi - Milano Club amici dell'arte, 1983.
- Il Chiarismo lombardo - Ed. Vangelista, Milano 1986.
- Francesco De Rocchi – Ed. Mondatori, Milano 1987.
- Aligi Sassu - Catalogo mostra antologica Pinacoteca di Jesi, 1987
- Luigi Broggini, Catalogo Mostra Palazzo della Permanente Milano - Ed. Vangelista, Milano 1991.
- Aldo Bardelli, Catalogo della mostra di Villa Mirabello - Ed. Vangelista, Milano 1992.

### Pubblicità
- Che cos'è la pubblicità: suoi problemi e suoi scopi nella moderna civiltà dei consumi – Ed. Etass-Kompass, Milano 1966.